# 다빛초등학교
다빛초등학교는 대한민국 세종특별자치시가 교육기본법에 따라 설치한 초등학교이다.

## 연혁
- 2015년 3월 1일: 개교 및 15학급 편성
- 2015년 3월 1일: 초대 홍의순 교장 부임
- 2015년 5월 1일: 개교식
- 2015년 6월 ~ 2015년 11월: 농림축산식품부 지정 식생활교육 프로그램 운영
- 2016년 2월 5일: 제1회 졸업식(졸업생 54명)
- 2016년 3월 1일: 18학급 편성
- 2016년 3월 1일  ~ 2017년 2월 28일 : 농림축산식품부 지정 쌀 중심 식습관 교육학교 운영
- 2016년 3월 1일 ~ 2017년 2월 28일 : 학교폭력예방 선도학교 (어깨동무학교) 운영
- 2016년 4월 ~ 2017년 2월 28일 : 유네스코 학교 운영
- 2017년 2월 14일 : 제2회 졸업식(졸업생 61명)
- 2017년 3월 1일 : 22학급 편성
- 2017년 3월 1일 : ~ 농림축산식품부 지정 쌀 중심 식습관 교육학교 운영
- 2017년 3월 1일 : ~ 학교폭력예방 선도학교 (어깨동무학교) 운영
- 2017년 3월 1일 : ~ 유네스코 학교 운영
- 2018년 1월 26일 : 제3회 졸업식(졸업생 68명)
- 2018년 3월 1일 : 24학급 편성

## 참고 자료
- 다빛초등학교 - 한국교육학술정보원 학교알리미